# اسپیسر بتن
اسپیسر در لغت به معنی فاصله گذار می‌باشد.
اسپیسرهای پلاستیکی بتن برای رعایت پوشش میلگردها در سازه‌های مسلح مثل دال‌ها و دیوارها پی‌ها و سایر حجم‌ها بتنی مسلح قابل استفاده بوده و در پروژه‌های نظیر سد و تونل و سایر ساختمان‌ها و مستحدثات مصرف می‌شوند.
کارگران در زمان کوتاه قادر به حمل انواع آن‌ها در کارگاه می‌باشند.
حداقل پوشش بتنی روی آرماتورها که به عنوان محافظ برای آرماتورها در برابر هواو اثرات دیگر است، از سطح بتن تا سطح بیرونی فولادی که ضابطه پوشش در مورد ان اعمال می‌گردد، محاسبه می‌شود.
در موردی که حد اقل پوشش برای یک نوع عضو ساختمانی بیان شده‌است، حداقل پوشش بتن اگر آرماتور عرضی میلگردهای اصلی را دربرگرفته باشد تا لبه خارجی خاموت‌ها، تنگ‌ها و مارپیچها اندازه‌گیری می‌شود و اگر بیش از یک ردیف آرماتور اصلی بدون خاموت‌ها یا تنگ به کار برده شود، تا سطح خارجی بیرونی‌ترین ردیف میلگردها اندازه‌گیری می‌شود.
اسپیسرها ضمن بالا بردن کیفیت سازه‌ها به سرعت اجرای عملیات ساختمانی تیز کمک می‌کنند.

## اسپیسر پلاستیکی
اسپیسرهای پلاستیکی بتن از جمله اسپیسرهای ساختمانی می‌باشند که در صنعت ساختمان کاربرد بالایی دارند.
اسپیسر در لغت به معنای فاصله گذار می‌باشد که عموماً فضای بین میلگرد و قالب را تأمین می‌کند. چنانچه گفته می‌شود به ازای هر دو میلی‌متر کاهش در ضخامت بتن روی میلگرد ۵ سال عمر سازه را کاهش و از دوام و عمر و پایایی سازه می‌کاهد.
اسپیسرها مهم‌ترین ابزار برای رسیدن به پوشش بتنی الزامی هستند.
از ضعف‌های متداول و قابل پیشگیری در سازه‌های بتن مسلح تأثیر پذیری از عوامل و عناصر مخرب اطراف می‌باشد. اکسیژن و رطوبت محیط می‌تواند با نفوذ درون بتن و رساندن خود به میلگردها باعث سرعت بخشیدن به خوردگی میلگردها شود و از عمر مفید سازه بکاهد این در حالی است که پوشش بتنی روئ میلگرد می‌تواند به عنوان مهم‌ترین عامل جلوگیری از خوردگی محسوب شودو زمانیکه میلگرد در سطح بتن نمایان می‌شود اثر شیمیایی رطوبت بسیار سریع است. با استفاده از فاصله نگهدارها پوشش الزامی بتن روی میلگردها رعایت می‌شود. آنچه از یک فضا ساز مورد انتظار است آنستکه با شبکه‌های میلگرد هم خوانی داشته باشد و وظیفه نگهداری شبکه‌های میلگرد در خلال بتن ریزی سازه مسلح را در خلال بتن ریزی به خوبی ایفا نماید. این وظیفه توسط نگهدارنده‌های با دوام ساخته شده با استفاده از مواد غیرخورنده که تولید آن‌ها بسیار آسان است امکانپذیر می‌باشد.